# Chantal Salaris
Chantal Salaris, née le 3 décembre 1980, est une joueuse de pétanque française. 

## Biographie
Elle est droitière et se positionne en tireuse.

## Clubs
- ?-? : Trivalle Carcassonne (Aude)
- ?-? : Chaumont (Haute-Marne)
- ?-? : Association Amicale Sportive Fresnes (Val-de-Marne)
- ?-? : La Ronde Pétanque Metz (Moselle)
- ?-? : La Boule Quetignoise (Côte-d'Or)

## Palmarès[1],[2]

### Séniors

#### Jeux mondiaux
Vainqueur
- Triplette 2005 (avec Ingrid d'Introno et Cynthia Quennehen) :  Équipe de France

#### Championnats d'Europe
Finaliste
- Triplette 2003 (avec Angélique Colombet, Cynthia Quennehen et Florence Schopp) :  Équipe de France

#### Coupe d'Europe des Clubs
Vainqueur
- 2012 (avec Nancy Barzin, Anthony Benacquista, Frédéric Machnik, Jean-Francois Hémon, Jordane Sala, Stéphane Le Bourgeois, Charles Weibel, Christophe Lac et David Le Dantec (coach) : La Ronde Pétanque de Metz
- 2013 (avec Nancy Barzin, David Le Dantec, Damien Hureau, Frédéric Machnik, Jean-Francois Hémon, André Lozano, Charles Weibel et Jordane Sala (coach) : La Ronde Pétanque de Metz

#### Championnats de France
Championne de France
- Triplette 2018 (avec Nadège Rodrigues et Apolline Garrien) : Boule Quetignoise[3]

Finaliste
- Doublette 2019 (avec Apolline Garrien) : Boule Quetignoise

#### Coupe de France des clubs
Vainqueur
- 2012 (avec Nancy Barzin, Anthony Benacquista, Frédéric Machnik, Jean-Francois Hémon, Jordane Sala, Stéphane Le Bourgeois, Charles Weibel, Michel Van Campenhout et David Le Dantec (coach) : La Ronde Pétanque de Metz
- 2013 (avec Nancy Barzin, David Le Dantec, Damien Hureau, Frédéric Machnik, Anthony Benacquista, Jean-Francois Hémon, André Lozano, Charles Weibel, Michel Van Campenhout et Jordane Sala (coach) : La Ronde Pétanque de Metz
- 2014 (avec Nancy Barzin, David Le Dantec, Damien Hureau, Frédéric Machnik, Michel Van Campenhout, Fabrice Riehl, Stéphane Le Bourgeois, André Lozano, Charles Weibel et Jordane Sala (coach) : La Ronde Pétanque de Metz